# Liège-Bastogne-Liège féminin 2022
Cet article concerne l'édition féminine de Liège-Bastogne-Liège. Pour la course masculine, voir Liège-Bastogne-Liège 2022.
La 6e édition du Liège-Bastogne-Liège féminin a lieu le 24 avril 2022. C'est la dixième épreuve de l'UCI World Tour féminin 2022. Elle est remportée par la Néerlandaise Annemiek van Vleuten.

## Équipes
| UCI Women's WorldTeams (14)- Team BikeExchange-Jayco - Canyon-SRAM Racing - EF Education-TIBCO-SVB - FDJ Nouvelle Aquitaine Futuroscope - Human Powered Health - Team Jumbo-Visma - Liv Racing Xstra - Movistar Team - Roland Cogeas-Edelweiss Squad - Team DSM - SD Worx - Trek-Segafredo - UAE Team ADQ - Uno-X Pro Cycling Team Équipes féminines continentales (10)- Andy Schleck-CP NVST-Immo Losch - Arkéa Pro Cycling Team - Bepink - Bingoal-Chevalmeire-Van Eyck Sport - Cofidis - Le col-Wahoo - Lotto Soudal Ladies - Parkhotel Valkenburg - Plantur-Pura - Valcar-Travel & Service |
| |

## Parcours
Partant de la ville ardennaise de Bastogne, le parcours long de 142.1 kilomètres rejoint le quai des Ardennes à Liège après avoir gravi sept côtes répertoriées :
| Num | Nom                          | km    | Longueur (m) | Pente moyenne | km de l'arrivée |
| --- | ---------------------------- | ----- | ------------ | ------------- | --------------- |
| 1   | Côte de Mont-le-Soie         | 55,3  | 1 700        | 7,9 %         | 86,8            |
| 2   | Côte de Wanne                | 63,6  | 2 800        | 7,4 %         | 78,5            |
| 3   | Côte de la Haute-Levée       | 72,0  | 3 600        | 5,6 %         | 70,1            |
| 4   | Col du Rosier                | 86,2  | 4 400        | 5,9 %         | 55,9            |
| 5   | Col de Desnié                | 99,5  | 1 600        | 8,1 %         | 42,6            |
| 6   | Côte de La Redoute           | 112,7 | 2 000        | 8,9 %         | 29,4            |
| 7   | Côte de la Roche aux faucons | 128,7 | 1 300        | 11 %          | 13,4            |

## Favorites
La Néerlandaise Annemiek van Vleuten (Movistar) part avec l'étiquette de grande favorite. Ses principales rivales pour la victoire sont sa compatriote Demi Vollering (SD Worx), vainqueur de l'édition 2021, les Italiennes Marta Cavalli (FDJ Nouvelle Aquitaine), récente gagnante de la Flèche wallonne et de l'Amstel et Elisa Longo Borghini (Trek Segafredo) ainsi que l'Allemande Liane Lippert (Team DSM).

## Récit de la course
Un premier groupe de quatre coureuses se forment en début de course. Elles sont reprises dans la côte de la Haute-Levée. Ensuite, un autre groupe, de huit coureuses cette fois, sort. Il s'agit de : Marlen Reusser, Sara Martín, Leah Thomas, Soraya Paladin, Évita Muzic, Amanda Spratt, Leah Kirchmann et Clara Honsinger. Leur avance atteint une minute dix-huit. L'équipe UAE Team ADQ mène la poursuite et l'écart est de quarante-cinq secondes au pied de la Redoute. Ashleigh Moolman-Pasio mène le peloton dans ses pentes. À un kilomètre du sommet, Annemiek van Vleuten attaque. Seule Marlen Reussler peut la suivre. Cette dernière ne prend pas de relais. Van Vleuten se relève et un groupe de favorite se reforme. Pauliena Rooijakkers passe à l'offensive, mais Moolman-Pasio ne la laisse pas partir. Grace Brown contre. Dans la Roche-aux-faucons, Van Vleuten attaque de nouveau et double l'Australienne. Le groupe de poursuite est constitué de Brown, Moolman-Pasio, Demi Vollering et Marta Cavalli. Elles ne peuvent reprendre Van Vleuten, qui s'impose donc seule. Derrière, Brown règle le groupe devant Vollering.

## Classements

### Classement final
| \| Classement général \| Classement général \| Classement général \| Classement général \| Classement général \| \| Coureuse \| Coureuse \| Pays \| Équipe \| Temps \| \| ------------------ \| -------------------- \| ------------------ \| ---------------------------------- \| ------------------ \| \| 1re \| Annemiek van Vleuten \| Pays-Bas \| Movistar Team \| 3 h 52 min 32 s \| \| 2e \| Grace Brown \| Australie \| FDJ-Nouvelle Aquitaine-Futuroscope \| + 43 s \| \| 3e \| Demi Vollering \| Pays-Bas \| SD Worx \| + 43 s \| \| 4e \| Ashleigh Moolman \| Afrique du Sud \| SD Worx \| + 43 s \| \| 5e \| Elisa Longo Borghini \| Italie \| Trek-Segafredo \| + 43 s \| \| 6e \| Marta Cavalli \| Italie \| FDJ-Nouvelle Aquitaine-Futuroscope \| + 47 s \| \| 7e \| Arlenis Sierra \| Cuba \| Movistar Team \| + 1 min 58 s \| \| 8e \| Liane Lippert \| Allemagne \| Team DSM \| + 1 min 58 s \| \| 9e \| Katarzyna Niewiadoma \| Pologne \| Canyon-SRAM Racing \| + 1 min 58 s \| \| 10e \| Amanda Spratt \| Australie \| Team BikeExchange-Jayco \| + 1 min 58 s \| \| 11e \| Pauliena Rooijakkers \| Pays-Bas \| Canyon-SRAM Racing \| + 1 min 58 s \| \| 12e \| Juliette Labous \| France \| Team DSM \| + 2 min 05 s \| \| 13e \| Mavi García \| Espagne \| UAE Team ADQ \| + 2 min 55 s \| \| 14e \| Anouska Koster \| Pays-Bas \| Team Jumbo-Visma \| + 2 min 55 s \| \| 15e \| Soraya Paladin \| Italie \| Canyon-SRAM Racing \| + 2 min 55 s \| \| 16e \| Shirin van Anrooij \| Pays-Bas \| Trek-Segafredo \| + 2 min 55 s \| \| 17e \| Ane Santesteban \| Espagne \| Team BikeExchange-Jayco \| + 2 min 55 s \| \| 18e \| Niamh Fisher-Black \| Nouvelle-Zélande \| SD Worx \| + 2 min 55 s \| \| 19e \| Yara Kastelijn \| Pays-Bas \| Plantur-Pura \| + 2 min 55 s \| \| 20e \| Évita Muzic \| France \| FDJ-Nouvelle Aquitaine-Futuroscope \| + 2 min 55 s \| |                      |                  |                                    |                 |
| |                      |                  |                                    |                 |
| Source : ProCyclingStats |                      |                  |                                    |                 |
| Classement général |                      |                  |                                    |                 |
| Coureuse | Coureuse             | Pays             | Équipe                             | Temps           |
| 1re | Annemiek van Vleuten | Pays-Bas         | Movistar Team                      | 3 h 52 min 32 s |
| 2e | Grace Brown          | Australie        | FDJ-Nouvelle Aquitaine-Futuroscope | + 43 s          |
| 3e | Demi Vollering       | Pays-Bas         | SD Worx                            | + 43 s          |
| 4e | Ashleigh Moolman     | Afrique du Sud   | SD Worx                            | + 43 s          |
| 5e | Elisa Longo Borghini | Italie           | Trek-Segafredo                     | + 43 s          |
| 6e | Marta Cavalli        | Italie           | FDJ-Nouvelle Aquitaine-Futuroscope | + 47 s          |
| 7e | Arlenis Sierra       | Cuba             | Movistar Team                      | + 1 min 58 s    |
| 8e | Liane Lippert        | Allemagne        | Team DSM                           | + 1 min 58 s    |
| 9e | Katarzyna Niewiadoma | Pologne          | Canyon-SRAM Racing                 | + 1 min 58 s    |
| 10e | Amanda Spratt        | Australie        | Team BikeExchange-Jayco            | + 1 min 58 s    |
| 11e | Pauliena Rooijakkers | Pays-Bas         | Canyon-SRAM Racing                 | + 1 min 58 s    |
| 12e | Juliette Labous      | France           | Team DSM                           | + 2 min 05 s    |
| 13e | Mavi García          | Espagne          | UAE Team ADQ                       | + 2 min 55 s    |
| 14e | Anouska Koster       | Pays-Bas         | Team Jumbo-Visma                   | + 2 min 55 s    |
| 15e | Soraya Paladin       | Italie           | Canyon-SRAM Racing                 | + 2 min 55 s    |
| 16e | Shirin van Anrooij   | Pays-Bas         | Trek-Segafredo                     | + 2 min 55 s    |
| 17e | Ane Santesteban      | Espagne          | Team BikeExchange-Jayco            | + 2 min 55 s    |
| 18e | Niamh Fisher-Black   | Nouvelle-Zélande | SD Worx                            | + 2 min 55 s    |
| 19e | Yara Kastelijn       | Pays-Bas         | Plantur-Pura                       | + 2 min 55 s    |
| 20e | Évita Muzic          | France           | FDJ-Nouvelle Aquitaine-Futuroscope | + 2 min 55 s    |

### UCI World Tour

#### Points attribués
| Position           | 1er | 2e  | 3e  | 4e  | 5e  | 6e  | 7e  | 8e  | 9e | 10e | 11e | 12e | 13e | 14e | 15e | 16e à 20e | 21e à 30e | 31e à 40e |
| Classement général | 400 | 320 | 260 | 220 | 180 | 140 | 120 | 100 | 80 | 68  | 56  | 48  | 40  | 32  | 28  | 24        | 16        | 8         |

| Classement par points | Classement par points | Classement par points | Classement par points              | Classement par points |
| Coureuse              | Coureuse              | Pays                  | Équipe                             | Points                |
| --------------------- | --------------------- | --------------------- | ---------------------------------- | --------------------- |
| 1re                   | Lotte Kopecky         | Belgique              | SD Worx                            | 1680 pts              |
| 2e                    | Elisa Balsamo         | Italie                | Trek-Segafredo                     | 1636 pts              |
| 3e                    | Annemiek van Vleuten  | Pays-Bas              | Movistar Team                      | 1580 pts              |
| 4e                    | Marta Cavalli         | Italie                | FDJ-Nouvelle Aquitaine-Futuroscope | 1152 pts              |
| 5e                    | Demi Vollering        | Pays-Bas              | SD Worx                            | 912 pts               |
| 6e                    | Ashleigh Moolman      | Afrique du Sud        | SD Worx                            | 888 pts               |
| 7e                    | Elisa Longo Borghini  | Italie                | Trek-Segafredo                     | 876 pts               |
| 8e                    | Lorena Wiebes         | Pays-Bas              | Team DSM                           | 720 pts               |
| 9e                    | Marta Bastianelli     | Italie                | UAE Team ADQ                       | 692 pts               |
| 10e                   | Katarzyna Niewiadoma  | Pologne               | Canyon-SRAM Racing                 | 636 pts               |

| Classement par points | Classement par points | Classement par points | Classement par points              | Classement par points |
| Coureuse              | Coureuse              | Pays                  | Équipe                             | Points                |
| --------------------- | --------------------- | --------------------- | ---------------------------------- | --------------------- |
| 1re                   | Lotte Kopecky         | Belgique              | SD Worx                            | 1680 pts              |
| 2e                    | Elisa Balsamo         | Italie                | Trek-Segafredo                     | 1636 pts              |
| 3e                    | Annemiek van Vleuten  | Pays-Bas              | Movistar Team                      | 1580 pts              |
| 4e                    | Marta Cavalli         | Italie                | FDJ-Nouvelle Aquitaine-Futuroscope | 1152 pts              |
| 5e                    | Demi Vollering        | Pays-Bas              | SD Worx                            | 912 pts               |
| 6e                    | Ashleigh Moolman      | Afrique du Sud        | SD Worx                            | 888 pts               |
| 7e                    | Elisa Longo Borghini  | Italie                | Trek-Segafredo                     | 876 pts               |
| 8e                    | Lorena Wiebes         | Pays-Bas              | Team DSM                           | 720 pts               |
| 9e                    | Marta Bastianelli     | Italie                | UAE Team ADQ                       | 692 pts               |
| 10e                   | Katarzyna Niewiadoma  | Pologne               | Canyon-SRAM Racing                 | 636 pts               |

| Classement du meilleur jeune | Classement du meilleur jeune | Classement du meilleur jeune | Classement du meilleur jeune | Classement du meilleur jeune |
| Coureuse                     | Coureuse                     | Pays                         | Équipe                       | Points                       |
| ---------------------------- | ---------------------------- | ---------------------------- | ---------------------------- | ---------------------------- |
| 1re                          | Shirin van Anrooij           | Pays-Bas                     | Trek-Segafredo               | 30 pts                       |
| 2e                           | Pfeiffer Georgi              | Royaume-Uni                  | Team DSM                     | 20 pts                       |
| 3e                           | Niamh Fisher-Black           | Nouvelle-Zélande             | SD Worx                      | 14 pts                       |
| 4e                           | Mischa Bredewold             | Pays-Bas                     | Parkhotel Valkenburg         | 8 pts                        |
| 5e                           | Julia Borgström              | Suède                        | AG Insurance NXTG            | 8 pts                        |
| 6e                           | Lonneke Uneken               | Pays-Bas                     | SD Worx                      | 6 pts                        |
| 7e                           | Silke Smulders               | Pays-Bas                     | Liv Racing Xstra             | 6 pts                        |
| 8e                           | Femke Gerritse               | Pays-Bas                     | Parkhotel Valkenburg         | 6 pts                        |
| 9e                           | Victoire Berteau             | France                       | Cofidis                      | 4 pts                        |
| 10e                          | Maike van der Duin           | Pays-Bas                     | Le Col-Wahoo                 | 4 pts                        |

| Classement du meilleur jeune | Classement du meilleur jeune | Classement du meilleur jeune | Classement du meilleur jeune | Classement du meilleur jeune |
| Coureuse                     | Coureuse                     | Pays                         | Équipe                       | Points                       |
| ---------------------------- | ---------------------------- | ---------------------------- | ---------------------------- | ---------------------------- |
| 1re                          | Shirin van Anrooij           | Pays-Bas                     | Trek-Segafredo               | 30 pts                       |
| 2e                           | Pfeiffer Georgi              | Royaume-Uni                  | Team DSM                     | 20 pts                       |
| 3e                           | Niamh Fisher-Black           | Nouvelle-Zélande             | SD Worx                      | 14 pts                       |
| 4e                           | Mischa Bredewold             | Pays-Bas                     | Parkhotel Valkenburg         | 8 pts                        |
| 5e                           | Julia Borgström              | Suède                        | AG Insurance NXTG            | 8 pts                        |
| 6e                           | Lonneke Uneken               | Pays-Bas                     | SD Worx                      | 6 pts                        |
| 7e                           | Silke Smulders               | Pays-Bas                     | Liv Racing Xstra             | 6 pts                        |
| 8e                           | Femke Gerritse               | Pays-Bas                     | Parkhotel Valkenburg         | 6 pts                        |
| 9e                           | Victoire Berteau             | France                       | Cofidis                      | 4 pts                        |
| 10e                          | Maike van der Duin           | Pays-Bas                     | Le Col-Wahoo                 | 4 pts                        |

| Classement par équipes aux points | Classement par équipes aux points  | Classement par équipes aux points | Classement par équipes aux points |
| Équipe                            | Équipe                             | Pays                              | Points                            |
| --------------------------------- | ---------------------------------- | --------------------------------- | --------------------------------- |
| 1re                               | SD Worx                            | Pays-Bas                          | 5028 pts                          |
| 2e                                | Trek-Segafredo                     | États-Unis                        | 3293 pts                          |
| 3e                                | FDJ Nouvelle Aquitaine Futuroscope | France                            | 2684 pts                          |
| 4e                                | Movistar Team                      | Espagne                           | 2584 pts                          |
| 5e                                | Canyon-SRAM Racing                 | Allemagne                         | 2136 pts                          |
| 6e                                | Team DSM                           | Pays-Bas                          | 1900 pts                          |
| 7e                                | UAE Team ADQ                       | Émirats arabes unis               | 1780 pts                          |
| 8e                                | Team Jumbo-Visma                   | Pays-Bas                          | 1125 pts                          |
| 9e                                | Valcar-Travel & Service            | Italie                            | 776 pts                           |
| 10e                               | Team BikeExchange-Jayco            | Australie                         | 552 pts                           |

| Classement par équipes aux points | Classement par équipes aux points  | Classement par équipes aux points | Classement par équipes aux points |
| Équipe                            | Équipe                             | Pays                              | Points                            |
| --------------------------------- | ---------------------------------- | --------------------------------- | --------------------------------- |
| 1re                               | SD Worx                            | Pays-Bas                          | 5028 pts                          |
| 2e                                | Trek-Segafredo                     | États-Unis                        | 3293 pts                          |
| 3e                                | FDJ Nouvelle Aquitaine Futuroscope | France                            | 2684 pts                          |
| 4e                                | Movistar Team                      | Espagne                           | 2584 pts                          |
| 5e                                | Canyon-SRAM Racing                 | Allemagne                         | 2136 pts                          |
| 6e                                | Team DSM                           | Pays-Bas                          | 1900 pts                          |
| 7e                                | UAE Team ADQ                       | Émirats arabes unis               | 1780 pts                          |
| 8e                                | Team Jumbo-Visma                   | Pays-Bas                          | 1125 pts                          |
| 9e                                | Valcar-Travel & Service            | Italie                            | 776 pts                           |
| 10e                               | Team BikeExchange-Jayco            | Australie                         | 552 pts                           |

## Liste des participantes
| Légende | Légende                                                                    | Légende | Légende                                                    |
| ------- | -------------------------------------------------------------------------- | ------- | ---------------------------------------------------------- |
| Num     | Dossard de départ porté par le coureur sur ce Liège-Bastogne-Liège         | Pos     | Position à l'arrivée de la course                          |
|         | Indique un maillot de champion national ou mondial, suivi de sa spécialité | NP      | Indique un coureur qui n'a pas pris le départ de la course |
| AB      | Indique un coureur qui n'a pas terminé la course                           | HD      | Indique un coureur qui a terminé la course hors des délais |

| SD Worx SDW | SD Worx SDW                       | SD Worx SDW |
| ----------- | --------------------------------- | ----------- |
| Num         | Coureuse                          | Pos         |
| 1           | Demi Vollering (NED)              | 3e          |
| 2           | Niamh Fisher-Black (NZL)          | 18e         |
| 3           | Ashleigh Moolman (RSA)            | 4e          |
| 4           | Marlen Reusser (SUI) (route)      | 21e         |
| 5           | Chantal van den Broek-Blaak (NED) | AB          |
| 6           | Blanka Vas (HUN) (route)          | 30e         |

| Movistar Team MOV | Movistar Team MOV          | Movistar Team MOV |
| ----------------- | -------------------------- | ----------------- |
| Num               | Coureuse                   | Pos               |
| 11                | Annemiek van Vleuten (NED) | 1re               |
| 12                | Katrine Aalerud (NOR)      | 51e               |
| 13                | Jelena Erić (SRB) (route)  | AB                |
| 14                | Sara Martín (ESP)          | 27e               |
| 15                | Paula Patiño (COL)         | 35e               |
| 16                | Arlenis Sierra (CUB)       | 7e                |

| Trek-Segafredo TFS | Trek-Segafredo TFS                 | Trek-Segafredo TFS |
| ------------------ | ---------------------------------- | ------------------ |
| Num                | Coureuse                           | Pos                |
| 21                 | Elisa Longo Borghini (ITA) (route) | 5e                 |
| 22                 | Lucinda Brand (NED)                | 40e                |
| 23                 | Audrey Cordon-Ragot (FRA)          | AB                 |
| 24                 | Leah Thomas (USA)                  | 23e                |
| 25                 | Shirin van Anrooij (NED)           | 16e                |
| 26                 | Tayler Wiles (USA)                 | AB                 |

| Canyon-SRAM Racing CSR | Canyon-SRAM Racing CSR     | Canyon-SRAM Racing CSR |
| ---------------------- | -------------------------- | ---------------------- |
| Num                    | Coureuse                   | Pos                    |
| 31                     | Katarzyna Niewiadoma (POL) | 9e                     |
| 32                     | Alena Amialiusik (BLR)     | 48e                    |
| 33                     | Elise Chabbey (SUI)        | 29e                    |
| 34                     | Mikayla Harvey (NZL)       | 50e                    |
| 35                     | Soraya Paladin (ITA)       | 15e                    |
| 36                     | Pauliena Rooijakkers (NED) | 11e                    |

| Team Jumbo-Visma TJV | Team Jumbo-Visma TJV | Team Jumbo-Visma TJV |
| -------------------- | -------------------- | -------------------- |
| Num                  | Coureuse             | Pos                  |
| 41                   | Anouska Koster (NED) | 14e                  |
| 42                   | Anna Henderson (GBR) | 22e                  |
| 43                   | Amber Kraak (NED)    | 38e                  |
| 44                   | Aafke Soet (NED)     | 65e                  |

| FDJ-Nouvelle Aquitaine-Futuroscope FSF | FDJ-Nouvelle Aquitaine-Futuroscope FSF | FDJ-Nouvelle Aquitaine-Futuroscope FSF |
| -------------------------------------- | -------------------------------------- | -------------------------------------- |
| Num                                    | Coureuse                               | Pos                                    |
| 51                                     | Marta Cavalli (ITA)                    | 6e                                     |
| 52                                     | Stine Borgli (NOR)                     | AB                                     |
| 53                                     | Grace Brown (AUS)                      | 2e                                     |
| 54                                     | Brodie Chapman (AUS)                   | 58e                                    |
| 55                                     | Évita Muzic (FRA) (route)              | 20e                                    |
| 56                                     | Jade Wiel (FRA)                        | 74e                                    |

| Team BikeExchange-Jayco BEX | Team BikeExchange-Jayco BEX | Team BikeExchange-Jayco BEX |
| --------------------------- | --------------------------- | --------------------------- |
| Num                         | Coureuse                    | Pos                         |
| 61                          | Amanda Spratt (AUS)         | 10e                         |

| Sans équipe ___ | Sans équipe ___     | Sans équipe ___ |
| --------------- | ------------------- | --------------- |
| Num             | Coureuse            | Pos             |
| 62              | Jessica Allen (GBR) | AB              |

| Team BikeExchange-Jayco BEX | Team BikeExchange-Jayco BEX | Team BikeExchange-Jayco BEX |
| --------------------------- | --------------------------- | --------------------------- |
| Num                         | Coureuse                    | Pos                         |
| 63                          | Nina Kessler (NED)          | HD                          |
| 64                          | Alexandra Manly (AUS)       | 33e                         |
| 65                          | Ane Santesteban (ESP)       | 17e                         |
| 66                          | Georgia Williams (NZL)      | 49e                         |

| UAE Team ADQ UAD | UAE Team ADQ UAD            | UAE Team ADQ UAD |
| ---------------- | --------------------------- | ---------------- |
| Num              | Coureuse                    | Pos              |
| 71               | Mavi García (ESP) (route)   | 13e              |
| 72               | Sofia Bertizzolo (ITA)      | 57e              |
| 73               | Eugenia Bujak (SLO) (route) | 60e              |
| 74               | Erica Magnaldi (ITA)        | 37e              |
| 75               | Urša Pintar (SLO)           | 24e              |
| 76               | Linda Zanetti (SUI)         | AB               |

| Team DSM DSM | Team DSM DSM           | Team DSM DSM |
| ------------ | ---------------------- | ------------ |
| Num          | Coureuse               | Pos          |
| 81           | Liane Lippert (GER)    | 8e           |
| 82           | Francesca Barale (ITA) | 64e          |
| 83           | Léa Curinier (FRA)     | HD           |
| 84           | Leah Kirchmann (CAN)   | 31e          |
| 85           | Juliette Labous (FRA)  | 12e          |
| 86           | Floortje Mackaij (NED) | 52e          |

| EF Education-TIBCO-SVB TIB | EF Education-TIBCO-SVB TIB    | EF Education-TIBCO-SVB TIB |
| -------------------------- | ----------------------------- | -------------------------- |
| Num                        | Coureuse                      | Pos                        |
| 91                         | Kathrin Hammes (GER)          | 39e                        |
| 92                         | Clara Honsinger (USA)         | 28e                        |
| 93                         | Lauren Stephens (USA) (route) | 62e                        |
| 94                         | Magdeleine Vallieres (CAN)    | 63e                        |

| Liv Racing Xstra LIV | Liv Racing Xstra LIV         | Liv Racing Xstra LIV |
| -------------------- | ---------------------------- | -------------------- |
| Num                  | Coureuse                     | Pos                  |
| 101                  | Alison Jackson (CAN) (route) | 61e                  |
| 102                  | Marta Jaskulska (POL)        | 73e                  |
| 103                  | Jeanne Korevaar (NED)        | 77e                  |
| 104                  | Katia Ragusa (ITA)           | AB                   |
| 105                  | Quinty Ton (NED)             | 55e                  |

| Uno-X Pro Cycling Team UXT | Uno-X Pro Cycling Team UXT  | Uno-X Pro Cycling Team UXT |
| -------------------------- | --------------------------- | -------------------------- |
| Num                        | Coureuse                    | Pos                        |
| 111                        | Joscelin Lowden (GBR)       | 44e                        |
| 112                        | Anniina Ahtosalo (FIN)      | AB                         |
| 113                        | Hannah Barnes (GBR)         | 78e                        |
| 114                        | Hannah Ludwig (GER)         | 45e                        |
| 115                        | Mie Bjørndal Ottestad (NOR) | 53e                        |
| 116                        | Anne Dorthe Ysland (NOR)    | HD                         |

| Human Powered Health HPW | Human Powered Health HPW | Human Powered Health HPW |
| ------------------------ | ------------------------ | ------------------------ |
| Num                      | Coureuse                 | Pos                      |
| 121                      | Nina Buysman (NED)       | 68e                      |
| 122                      | Henrietta Christie (NZL) | AB                       |
| 123                      | Katie Clouse (USA)       | AB                       |
| 124                      | Barbara Malcotti (ITA)   | AB                       |
| 125                      | Eri Yonamine (JPN)       | 76e                      |

| Roland Cogeas-Edelweiss Squad CGS | Roland Cogeas-Edelweiss Squad CGS | Roland Cogeas-Edelweiss Squad CGS |
| --------------------------------- | --------------------------------- | --------------------------------- |
| Num                               | Coureuse                          | Pos                               |
| 131                               | Tamara Dronova (RUS)              | 42e                               |
| 132                               | Hannah Buch (GER)                 | AB                                |
| 133                               | Rotem Gafinovitz (ISR)            | HD                                |
| 134                               | Léa Stern (SUI)                   | AB                                |
| 135                               | Petra Stiasny (SUI)               | HD                                |

| Valcar-Travel & Service VAL | Valcar-Travel & Service VAL | Valcar-Travel & Service VAL |
| --------------------------- | --------------------------- | --------------------------- |
| Num                         | Coureuse                    | Pos                         |
| 141                         | Olivia Baril (CAN)          | 36e                         |
| 142                         | Anastasia Carbonari (LAT)   | 70e                         |
| 143                         | Carlotta Cipressi (ITA)     | HD                          |
| 144                         | Federica Piergiovanni (ITA) | HD                          |
| 145                         | Elizabeth Stannard (AUS)    | 75e                         |

| Parkhotel Valkenburg PHV | Parkhotel Valkenburg PHV  | Parkhotel Valkenburg PHV |
| ------------------------ | ------------------------- | ------------------------ |
| Num                      | Coureuse                  | Pos                      |
| 151                      | Mischa Bredewold (NED)    | 59e                      |
| 152                      | Belle De Gast (NED)       | AB                       |
| 153                      | Femke Gerritse (NED)      | 69e                      |
| 154                      | Quinty Schoens (NED)      | 46e                      |
| 155                      | Kirstie van Haaften (NED) | AB                       |
| 156                      | Anne Van Rooijen (NED)    | HD                       |

| Plantur-Pura PLP | Plantur-Pura PLP           | Plantur-Pura PLP |
| ---------------- | -------------------------- | ---------------- |
| Num              | Coureuse                   | Pos              |
| 161              | Yara Kastelijn (NED)       | 19e              |
| 162              | Millie Couzens (GBR)       | AB               |
| 163              | Kiona Crabbé (BEL)         | HD               |
| 164              | Julie Van de Velde (BEL)   | 26e              |
| 165              | Inge van der Heijden (NED) | AB               |

| Le Col-Wahoo DRP | Le Col-Wahoo DRP         | Le Col-Wahoo DRP |
| ---------------- | ------------------------ | ---------------- |
| Num              | Coureuse                 | Pos              |
| 171              | Anna Christian (GBR)     | AB               |
| 172              | Elizabeth Holden (GBR)   | 43e              |
| 173              | Flora Perkins (GBR)      | HD               |
| 174              | Alice Towers (GBR)       | 71e              |
| 175              | Jesse Vandenbulcke (BEL) | HD               |

| Arkéa Pro Cycling Team ARK | Arkéa Pro Cycling Team ARK | Arkéa Pro Cycling Team ARK |
| -------------------------- | -------------------------- | -------------------------- |
| Num                        | Coureuse                   | Pos                        |
| 181                        | Morgane Coston (FRA)       | 32e                        |
| 182                        | Pauline Allin (FRA)        | AB                         |
| 183                        | Julia Biryukova (UKR)      | 41e                        |
| 184                        | Amandine Fouquenet (FRA)   | AB                         |
| 185                        | Typhaine Laurance (FRA)    | AB                         |
| 186                        | Anaïs Morichon (FRA)       | 34e                        |

| Lotto Soudal Ladies LSL | Lotto Soudal Ladies LSL  | Lotto Soudal Ladies LSL |
| ----------------------- | ------------------------ | ----------------------- |
| Num                     | Coureuse                 | Pos                     |
| 191                     | Mijntje Geurts (NED)     | 66e                     |
| 192                     | Eefje Brandt (BEL)       | AB                      |
| 193                     | Mieke Docx (BEL)         | 67e                     |
| 194                     | Esmée Gielkens (BEL)     | AB                      |
| 195                     | Elise vander Sande (BEL) | AB                      |
| 196                     | Kylie Waterreus (NED)    | AB                      |

| Cofidis COF | Cofidis COF                   | Cofidis COF |
| ----------- | ----------------------------- | ----------- |
| Num         | Coureuse                      | Pos         |
| 201         | Sandra Levenez (FRA)          | 25e         |
| 202         | Alana Castrique (BEL)         | HD          |
| 203         | Cédrine Kerbaol (FRA)         | 54e         |
| 204         | Rachel Neylan (AUS)           | 47e         |
| 205         | Gabrielle Pilote Fortin (CAN) | AB          |

| Bingoal-Chevalmeire-Van Eyck Sport BCV | Bingoal-Chevalmeire-Van Eyck Sport BCV | Bingoal-Chevalmeire-Van Eyck Sport BCV |
| -------------------------------------- | -------------------------------------- | -------------------------------------- |
| Num                                    | Coureuse                               | Pos                                    |
| 211                                    | Lotte Claes (BEL)                      | 56e                                    |
| 212                                    | Lenny Druyts (BEL)                     | AB                                     |
| 213                                    | Olha Kulynych (UKR)                    | HD                                     |
| 214                                    | Lotte Popelier (BEL)                   | AB                                     |

| Bepink BPK | Bepink BPK               | Bepink BPK |
| ---------- | ------------------------ | ---------- |
| Num        | Coureuse                 | Pos        |
| 221        | Valentina Basilico (ITA) | AB         |
| 222        | Lara Crestanello (ITA)   | AB         |
| 223        | Marketa Hajkova (CZE)    | HD         |
| 224        | Prisca Savi (ITA)        | HD         |
| 226        | Matilde Vitillo (ITA)    | HD         |

| Andy Schleck-CP NVST-Immo Losch ASC | Andy Schleck-CP NVST-Immo Losch ASC | Andy Schleck-CP NVST-Immo Losch ASC |
| ----------------------------------- | ----------------------------------- | ----------------------------------- |
| Num                                 | Coureuse                            | Pos                                 |
| 231                                 | Maïté Barthels (LUX)                | AB                                  |
| 232                                 | Nina Berton (LUX)                   | 72e                                 |
| 233                                 | Isabella Klein (LUX)                | HD                                  |
| 234                                 | Zsófia Szabó (HUN)                  | AB                                  |

| SD Worx SDW | SD Worx SDW                       | SD Worx SDW |
| ----------- | --------------------------------- | ----------- |
| Num         | Coureuse                          | Pos         |
| 1           | Demi Vollering (NED)              | 3e          |
| 2           | Niamh Fisher-Black (NZL)          | 18e         |
| 3           | Ashleigh Moolman (RSA)            | 4e          |
| 4           | Marlen Reusser (SUI) (route)      | 21e         |
| 5           | Chantal van den Broek-Blaak (NED) | AB          |
| 6           | Blanka Vas (HUN) (route)          | 30e         |

| Movistar Team MOV | Movistar Team MOV          | Movistar Team MOV |
| ----------------- | -------------------------- | ----------------- |
| Num               | Coureuse                   | Pos               |
| 11                | Annemiek van Vleuten (NED) | 1re               |
| 12                | Katrine Aalerud (NOR)      | 51e               |
| 13                | Jelena Erić (SRB) (route)  | AB                |
| 14                | Sara Martín (ESP)          | 27e               |
| 15                | Paula Patiño (COL)         | 35e               |
| 16                | Arlenis Sierra (CUB)       | 7e                |

| Trek-Segafredo TFS | Trek-Segafredo TFS                 | Trek-Segafredo TFS |
| ------------------ | ---------------------------------- | ------------------ |
| Num                | Coureuse                           | Pos                |
| 21                 | Elisa Longo Borghini (ITA) (route) | 5e                 |
| 22                 | Lucinda Brand (NED)                | 40e                |
| 23                 | Audrey Cordon-Ragot (FRA)          | AB                 |
| 24                 | Leah Thomas (USA)                  | 23e                |
| 25                 | Shirin van Anrooij (NED)           | 16e                |
| 26                 | Tayler Wiles (USA)                 | AB                 |

| Canyon-SRAM Racing CSR | Canyon-SRAM Racing CSR     | Canyon-SRAM Racing CSR |
| ---------------------- | -------------------------- | ---------------------- |
| Num                    | Coureuse                   | Pos                    |
| 31                     | Katarzyna Niewiadoma (POL) | 9e                     |
| 32                     | Alena Amialiusik (BLR)     | 48e                    |
| 33                     | Elise Chabbey (SUI)        | 29e                    |
| 34                     | Mikayla Harvey (NZL)       | 50e                    |
| 35                     | Soraya Paladin (ITA)       | 15e                    |
| 36                     | Pauliena Rooijakkers (NED) | 11e                    |

| Team Jumbo-Visma TJV | Team Jumbo-Visma TJV | Team Jumbo-Visma TJV |
| -------------------- | -------------------- | -------------------- |
| Num                  | Coureuse             | Pos                  |
| 41                   | Anouska Koster (NED) | 14e                  |
| 42                   | Anna Henderson (GBR) | 22e                  |
| 43                   | Amber Kraak (NED)    | 38e                  |
| 44                   | Aafke Soet (NED)     | 65e                  |

| FDJ-Nouvelle Aquitaine-Futuroscope FSF | FDJ-Nouvelle Aquitaine-Futuroscope FSF | FDJ-Nouvelle Aquitaine-Futuroscope FSF |
| -------------------------------------- | -------------------------------------- | -------------------------------------- |
| Num                                    | Coureuse                               | Pos                                    |
| 51                                     | Marta Cavalli (ITA)                    | 6e                                     |
| 52                                     | Stine Borgli (NOR)                     | AB                                     |
| 53                                     | Grace Brown (AUS)                      | 2e                                     |
| 54                                     | Brodie Chapman (AUS)                   | 58e                                    |
| 55                                     | Évita Muzic (FRA) (route)              | 20e                                    |
| 56                                     | Jade Wiel (FRA)                        | 74e                                    |

| Team BikeExchange-Jayco BEX | Team BikeExchange-Jayco BEX | Team BikeExchange-Jayco BEX |
| --------------------------- | --------------------------- | --------------------------- |
| Num                         | Coureuse                    | Pos                         |
| 61                          | Amanda Spratt (AUS)         | 10e                         |

| Sans équipe ___ | Sans équipe ___     | Sans équipe ___ |
| --------------- | ------------------- | --------------- |
| Num             | Coureuse            | Pos             |
| 62              | Jessica Allen (GBR) | AB              |

| Team BikeExchange-Jayco BEX | Team BikeExchange-Jayco BEX | Team BikeExchange-Jayco BEX |
| --------------------------- | --------------------------- | --------------------------- |
| Num                         | Coureuse                    | Pos                         |
| 63                          | Nina Kessler (NED)          | HD                          |
| 64                          | Alexandra Manly (AUS)       | 33e                         |
| 65                          | Ane Santesteban (ESP)       | 17e                         |
| 66                          | Georgia Williams (NZL)      | 49e                         |

| UAE Team ADQ UAD | UAE Team ADQ UAD            | UAE Team ADQ UAD |
| ---------------- | --------------------------- | ---------------- |
| Num              | Coureuse                    | Pos              |
| 71               | Mavi García (ESP) (route)   | 13e              |
| 72               | Sofia Bertizzolo (ITA)      | 57e              |
| 73               | Eugenia Bujak (SLO) (route) | 60e              |
| 74               | Erica Magnaldi (ITA)        | 37e              |
| 75               | Urša Pintar (SLO)           | 24e              |
| 76               | Linda Zanetti (SUI)         | AB               |

| Team DSM DSM | Team DSM DSM           | Team DSM DSM |
| ------------ | ---------------------- | ------------ |
| Num          | Coureuse               | Pos          |
| 81           | Liane Lippert (GER)    | 8e           |
| 82           | Francesca Barale (ITA) | 64e          |
| 83           | Léa Curinier (FRA)     | HD           |
| 84           | Leah Kirchmann (CAN)   | 31e          |
| 85           | Juliette Labous (FRA)  | 12e          |
| 86           | Floortje Mackaij (NED) | 52e          |

| EF Education-TIBCO-SVB TIB | EF Education-TIBCO-SVB TIB    | EF Education-TIBCO-SVB TIB |
| -------------------------- | ----------------------------- | -------------------------- |
| Num                        | Coureuse                      | Pos                        |
| 91                         | Kathrin Hammes (GER)          | 39e                        |
| 92                         | Clara Honsinger (USA)         | 28e                        |
| 93                         | Lauren Stephens (USA) (route) | 62e                        |
| 94                         | Magdeleine Vallieres (CAN)    | 63e                        |

| Liv Racing Xstra LIV | Liv Racing Xstra LIV         | Liv Racing Xstra LIV |
| -------------------- | ---------------------------- | -------------------- |
| Num                  | Coureuse                     | Pos                  |
| 101                  | Alison Jackson (CAN) (route) | 61e                  |
| 102                  | Marta Jaskulska (POL)        | 73e                  |
| 103                  | Jeanne Korevaar (NED)        | 77e                  |
| 104                  | Katia Ragusa (ITA)           | AB                   |
| 105                  | Quinty Ton (NED)             | 55e                  |

| Uno-X Pro Cycling Team UXT | Uno-X Pro Cycling Team UXT  | Uno-X Pro Cycling Team UXT |
| -------------------------- | --------------------------- | -------------------------- |
| Num                        | Coureuse                    | Pos                        |
| 111                        | Joscelin Lowden (GBR)       | 44e                        |
| 112                        | Anniina Ahtosalo (FIN)      | AB                         |
| 113                        | Hannah Barnes (GBR)         | 78e                        |
| 114                        | Hannah Ludwig (GER)         | 45e                        |
| 115                        | Mie Bjørndal Ottestad (NOR) | 53e                        |
| 116                        | Anne Dorthe Ysland (NOR)    | HD                         |

| Human Powered Health HPW | Human Powered Health HPW | Human Powered Health HPW |
| ------------------------ | ------------------------ | ------------------------ |
| Num                      | Coureuse                 | Pos                      |
| 121                      | Nina Buysman (NED)       | 68e                      |
| 122                      | Henrietta Christie (NZL) | AB                       |
| 123                      | Katie Clouse (USA)       | AB                       |
| 124                      | Barbara Malcotti (ITA)   | AB                       |
| 125                      | Eri Yonamine (JPN)       | 76e                      |

| Roland Cogeas-Edelweiss Squad CGS | Roland Cogeas-Edelweiss Squad CGS | Roland Cogeas-Edelweiss Squad CGS |
| --------------------------------- | --------------------------------- | --------------------------------- |
| Num                               | Coureuse                          | Pos                               |
| 131                               | Tamara Dronova (RUS)              | 42e                               |
| 132                               | Hannah Buch (GER)                 | AB                                |
| 133                               | Rotem Gafinovitz (ISR)            | HD                                |
| 134                               | Léa Stern (SUI)                   | AB                                |
| 135                               | Petra Stiasny (SUI)               | HD                                |

| Valcar-Travel & Service VAL | Valcar-Travel & Service VAL | Valcar-Travel & Service VAL |
| --------------------------- | --------------------------- | --------------------------- |
| Num                         | Coureuse                    | Pos                         |
| 141                         | Olivia Baril (CAN)          | 36e                         |
| 142                         | Anastasia Carbonari (LAT)   | 70e                         |
| 143                         | Carlotta Cipressi (ITA)     | HD                          |
| 144                         | Federica Piergiovanni (ITA) | HD                          |
| 145                         | Elizabeth Stannard (AUS)    | 75e                         |

| Parkhotel Valkenburg PHV | Parkhotel Valkenburg PHV  | Parkhotel Valkenburg PHV |
| ------------------------ | ------------------------- | ------------------------ |
| Num                      | Coureuse                  | Pos                      |
| 151                      | Mischa Bredewold (NED)    | 59e                      |
| 152                      | Belle De Gast (NED)       | AB                       |
| 153                      | Femke Gerritse (NED)      | 69e                      |
| 154                      | Quinty Schoens (NED)      | 46e                      |
| 155                      | Kirstie van Haaften (NED) | AB                       |
| 156                      | Anne Van Rooijen (NED)    | HD                       |

| Plantur-Pura PLP | Plantur-Pura PLP           | Plantur-Pura PLP |
| ---------------- | -------------------------- | ---------------- |
| Num              | Coureuse                   | Pos              |
| 161              | Yara Kastelijn (NED)       | 19e              |
| 162              | Millie Couzens (GBR)       | AB               |
| 163              | Kiona Crabbé (BEL)         | HD               |
| 164              | Julie Van de Velde (BEL)   | 26e              |
| 165              | Inge van der Heijden (NED) | AB               |

| Le Col-Wahoo DRP | Le Col-Wahoo DRP         | Le Col-Wahoo DRP |
| ---------------- | ------------------------ | ---------------- |
| Num              | Coureuse                 | Pos              |
| 171              | Anna Christian (GBR)     | AB               |
| 172              | Elizabeth Holden (GBR)   | 43e              |
| 173              | Flora Perkins (GBR)      | HD               |
| 174              | Alice Towers (GBR)       | 71e              |
| 175              | Jesse Vandenbulcke (BEL) | HD               |

| Arkéa Pro Cycling Team ARK | Arkéa Pro Cycling Team ARK | Arkéa Pro Cycling Team ARK |
| -------------------------- | -------------------------- | -------------------------- |
| Num                        | Coureuse                   | Pos                        |
| 181                        | Morgane Coston (FRA)       | 32e                        |
| 182                        | Pauline Allin (FRA)        | AB                         |
| 183                        | Julia Biryukova (UKR)      | 41e                        |
| 184                        | Amandine Fouquenet (FRA)   | AB                         |
| 185                        | Typhaine Laurance (FRA)    | AB                         |
| 186                        | Anaïs Morichon (FRA)       | 34e                        |

| Lotto Soudal Ladies LSL | Lotto Soudal Ladies LSL  | Lotto Soudal Ladies LSL |
| ----------------------- | ------------------------ | ----------------------- |
| Num                     | Coureuse                 | Pos                     |
| 191                     | Mijntje Geurts (NED)     | 66e                     |
| 192                     | Eefje Brandt (BEL)       | AB                      |
| 193                     | Mieke Docx (BEL)         | 67e                     |
| 194                     | Esmée Gielkens (BEL)     | AB                      |
| 195                     | Elise vander Sande (BEL) | AB                      |
| 196                     | Kylie Waterreus (NED)    | AB                      |

| Cofidis COF | Cofidis COF                   | Cofidis COF |
| ----------- | ----------------------------- | ----------- |
| Num         | Coureuse                      | Pos         |
| 201         | Sandra Levenez (FRA)          | 25e         |
| 202         | Alana Castrique (BEL)         | HD          |
| 203         | Cédrine Kerbaol (FRA)         | 54e         |
| 204         | Rachel Neylan (AUS)           | 47e         |
| 205         | Gabrielle Pilote Fortin (CAN) | AB          |

| Bingoal-Chevalmeire-Van Eyck Sport BCV | Bingoal-Chevalmeire-Van Eyck Sport BCV | Bingoal-Chevalmeire-Van Eyck Sport BCV |
| -------------------------------------- | -------------------------------------- | -------------------------------------- |
| Num                                    | Coureuse                               | Pos                                    |
| 211                                    | Lotte Claes (BEL)                      | 56e                                    |
| 212                                    | Lenny Druyts (BEL)                     | AB                                     |
| 213                                    | Olha Kulynych (UKR)                    | HD                                     |
| 214                                    | Lotte Popelier (BEL)                   | AB                                     |

| Bepink BPK | Bepink BPK               | Bepink BPK |
| ---------- | ------------------------ | ---------- |
| Num        | Coureuse                 | Pos        |
| 221        | Valentina Basilico (ITA) | AB         |
| 222        | Lara Crestanello (ITA)   | AB         |
| 223        | Marketa Hajkova (CZE)    | HD         |
| 224        | Prisca Savi (ITA)        | HD         |
| 226        | Matilde Vitillo (ITA)    | HD         |

| Andy Schleck-CP NVST-Immo Losch ASC | Andy Schleck-CP NVST-Immo Losch ASC | Andy Schleck-CP NVST-Immo Losch ASC |
| ----------------------------------- | ----------------------------------- | ----------------------------------- |
| Num                                 | Coureuse                            | Pos                                 |
| 231                                 | Maïté Barthels (LUX)                | AB                                  |
| 232                                 | Nina Berton (LUX)                   | 72e                                 |
| 233                                 | Isabella Klein (LUX)                | HD                                  |
| 234                                 | Zsófia Szabó (HUN)                  | AB                                  |

## Règlement

### Prix
Les prix suivants sont accordés :
| Position | 1er     | 2e      | 3e    | 4e    | 5e    | 6e    | 7e    | 8e    | 9e    | 10e   |
| Prix     | 1 535 € | 1 135 € | 760 € | 460 € | 385 € | 335 € | 305 € | 265 € | 225 € | 200 € |

En sus, les coureuses placées de la 11e à la 15e place gagnent 160 €, celles placées de la 16e à la 20e place 120 €.
En addition, chaque prix des monts rapporte 500 € à la première coureuse au sommet.